# کیس کیست
کیس کیست (هلندی: Kees Kist؛ زادهٔ ۷ اوت ۱۹۵۲) بازیکن فوتبال اهل هلند بود.

## باشگاهی
از باشگاه‌هایی که در آن بازی کرده‌است می‌توان به هیرنفین، آزد آلکمار و پاری سن ژرمن اشاره کرد.

## تیم ملی
وی همچنین سابقه ۲۱ بازی و ۴ گل در تیم ملی فوتبال هلند را در کارنامه دارد.

## افتخارات
کیست در سال ۱۹۷۹ برنده جایزه کفش طلای اروپا شده است.